# Canton de Fismes-Montagne de Reims
Le canton de Fismes-Montagne de Reims est une circonscription électorale française du département de la Marne.

## Histoire
Un nouveau découpage territorial de la Marne entre en vigueur à l'occasion des élections départementales de 2015. Il est défini par le décret du 21 février 2014, en application des lois du 17 mai 2013 (loi organique 2013-402 et loi 2013-403). Les conseillers départementaux sont, à compter de ces élections, élus au scrutin majoritaire binominal mixte. Les électeurs de chaque canton élisent au Conseil départemental, nouvelle appellation du Conseil général, deux membres de sexe différent, qui se présentent en binôme de candidats. Les conseillers départementaux sont élus pour 6 ans au scrutin binominal majoritaire à deux tours, l'accès au second tour nécessitant 12,5 % des inscrits au 1er tour. En outre la totalité des conseillers départementaux est renouvelée. Ce nouveau mode de scrutin nécessite un redécoupage des cantons dont le nombre est divisé par deux avec arrondi à l'unité impaire supérieure si ce nombre n'est pas entier impair, assorti de conditions de seuils minimaux. Dans la Marne, le nombre de cantons passe ainsi de 44 à 23.
Le canton de Fismes-Montagne de Reims est formé de communes des anciens cantons de Fismes (23 communes), de Ville-en-Tardenois (25 communes), de Verzy (2 communes), de Châtillon-sur-Marne (1 commune) et de Reims 1er Canton (2 communes). Il est entièrement inclus dans l'arrondissement de Reims. Le bureau centralisateur est situé à Fismes.

## Représentation
| Période élective | Période élective | Mandat | Mandat   | Identité        | Nuance | Nuance | Qualité                       |
| ---------------- | ---------------- | ------ | -------- | --------------- | ------ | ------ | ----------------------------- |
| 2015             | 2021             | 2015   | 2021     | Cécile Conreau  |        | LR     | Viticultrice, maire de Janvry |
| 2015             | 2021             | 2015   | 2021     | Philippe Salmon |        | LR     | Retraité, maire de Crugny     |
| 2021             | 2027             | 2021   | en cours | Cécile Conreau  |        | LR     | Conseillère sortante          |
| 2021             | 2027             | 2021   | en cours | Philippe Salmon |        | LR     | Conseiller sortant            |

### Résultats détaillés

#### Élections de mars 2015
À l'issue du 1er tour des élections départementales de 2015, trois binômes sont en ballottage : Cécile Conreau et Philippe Salmon (UMP, 41,52 %), Sylvette Jung et Jean-Pierre Pinon (PS, 30,25 %) et Martine Dupont et Didier Mutlet (FN, 28,22 %). Le taux de participation est de 51,58 % (10 466 votants sur 20 289 inscrits) contre 48,93 % au niveau départemental et 50,17 % au niveau national.
Au second tour, Cécile Conreau et Philippe Salmon (UMP) sont élus avec 45,71 % des suffrages exprimés et un taux de participation de 52,78 % (4 745 voix pour 10 705 votants et 20 281 inscrits).

#### Élections de juin 2021
Le premier tour des élections départementales de 2021 est marqué par un très faible taux de participation (33,26 % au niveau national). Dans le canton de Fismes-Montagne de Reims, ce taux de participation est de 33,34 % (6 952 votants sur 20 850 inscrits) contre 28,76 % au niveau départemental. À l'issue de ce premier tour, deux binômes sont en ballottage : Cécile Conreau et Philippe Salmon (LR, 48,01 %) et Jennifer Marc et Freddy Périn (RN, 27,79 %).
Le second tour des élections est marqué une nouvelle fois par une abstention massive équivalente au premier tour. Les taux de participation sont de 34,36 % au niveau national, 29,32 % dans le département et 33,58 % dans le canton de Fismes-Montagne de Reims. Cécile Conreau et Philippe Salmon (LR) sont élus avec 71,23 % des suffrages exprimés (4 667 voix pour 7 003 votants et 20 856 inscrits),,.

## Composition
Le canton de Fismes-Montagne de Reims comprend cinquante-trois communes entières.
| Nom                                | Code Insee | Intercommunalité | Superficie (km2) | Population (dernière pop. légale) | Densité (hab./km2) | Modifier                                    |
| ---------------------------------- | ---------- | ---------------- | ---------------- | --------------------------------- | ------------------ | ------------------------------------------- |
| Fismes (bureau centralisateur)     | 51250      | CU Grand Reims   | 16,75            | 5 884 (2022)                      | 351                | modifier les données · modifier les données |
| Arcis-le-Ponsart                   | 51014      | CU Grand Reims   | 15,43            | 287 (2022)                        | 19                 | modifier les données · modifier les données |
| Aubilly                            | 51020      | CU Grand Reims   | 3,16             | 51 (2022)                         | 16                 | modifier les données · modifier les données |
| Baslieux-lès-Fismes                | 51037      | CU Grand Reims   | 5,62             | 342 (2022)                        | 61                 | modifier les données · modifier les données |
| Bouilly                            | 51072      | CU Grand Reims   | 5,64             | 229 (2022)                        | 41                 | modifier les données · modifier les données |
| Bouleuse                           | 51073      | CU Grand Reims   | 4,11             | 226 (2022)                        | 55                 | modifier les données · modifier les données |
| Bouvancourt                        | 51077      | CU Grand Reims   | 12,91            | 175 (2022)                        | 14                 | modifier les données · modifier les données |
| Branscourt                         | 51081      | CU Grand Reims   | 3,72             | 315 (2022)                        | 85                 | modifier les données · modifier les données |
| Breuil-sur-Vesle                   | 51086      | CU Grand Reims   | 6,46             | 326 (2022)                        | 50                 | modifier les données · modifier les données |
| Châlons-sur-Vesle                  | 51109      | CU Grand Reims   | 4,45             | 202 (2022)                        | 45                 | modifier les données · modifier les données |
| Chamery                            | 51112      | CU Grand Reims   | 5,27             | 455 (2022)                        | 86                 | modifier les données · modifier les données |
| Chenay                             | 51145      | CU Grand Reims   | 3,89             | 223 (2022)                        | 57                 | modifier les données · modifier les données |
| Coulommes-la-Montagne              | 51177      | CU Grand Reims   | 2,70             | 207 (2022)                        | 77                 | modifier les données · modifier les données |
| Courcelles-Sapicourt               | 51181      | CU Grand Reims   | 3,86             | 395 (2022)                        | 102                | modifier les données · modifier les données |
| Courlandon                         | 51187      | CU Grand Reims   | 3,40             | 302 (2022)                        | 89                 | modifier les données · modifier les données |
| Courmas                            | 51188      | CU Grand Reims   | 2,87             | 225 (2022)                        | 78                 | modifier les données · modifier les données |
| Courtagnon                         | 51190      | CU Grand Reims   | 3,95             | 74 (2022)                         | 19                 | modifier les données · modifier les données |
| Courville                          | 51194      | CU Grand Reims   | 11,94            | 454 (2022)                        | 38                 | modifier les données · modifier les données |
| Crugny                             | 51198      | CU Grand Reims   | 12,46            | 675 (2022)                        | 54                 | modifier les données · modifier les données |
| Écueil                             | 51225      | CU Grand Reims   | 7,03             | 349 (2022)                        | 50                 | modifier les données · modifier les données |
| Faverolles-et-Coëmy                | 51245      | CU Grand Reims   | 5,48             | 597 (2022)                        | 109                | modifier les données · modifier les données |
| Germigny                           | 51267      | CU Grand Reims   | 2,39             | 184 (2022)                        | 77                 | modifier les données · modifier les données |
| Gueux                              | 51282      | CU Grand Reims   | 8,86             | 1 901 (2022)                      | 215                | modifier les données · modifier les données |
| Hourges                            | 51294      | CU Grand Reims   | 4,34             | 84 (2022)                         | 19                 | modifier les données · modifier les données |
| Janvry                             | 51305      | CU Grand Reims   | 1,94             | 146 (2022)                        | 75                 | modifier les données · modifier les données |
| Jonchery-sur-Vesle                 | 51308      | CU Grand Reims   | 3,20             | 1 815 (2022)                      | 567                | modifier les données · modifier les données |
| Jouy-lès-Reims                     | 51310      | CU Grand Reims   | 1,86             | 208 (2022)                        | 112                | modifier les données · modifier les données |
| Magneux                            | 51337      | CU Grand Reims   | 3,19             | 266 (2022)                        | 83                 | modifier les données · modifier les données |
| Méry-Prémecy                       | 51364      | CU Grand Reims   | 5,11             | 67 (2022)                         | 13                 | modifier les données · modifier les données |
| Les Mesneux                        | 51365      | CU Grand Reims   | 4,26             | 963 (2022)                        | 226                | modifier les données · modifier les données |
| Mont-sur-Courville                 | 51382      | CU Grand Reims   | 5,94             | 117 (2022)                        | 20                 | modifier les données · modifier les données |
| Montigny-sur-Vesle                 | 51379      | CU Grand Reims   | 9,46             | 537 (2022)                        | 57                 | modifier les données · modifier les données |
| Muizon                             | 51391      | CU Grand Reims   | 7,15             | 2 072 (2022)                      | 290                | modifier les données · modifier les données |
| Ormes                              | 51418      | CU Grand Reims   | 6,31             | 537 (2022)                        | 85                 | modifier les données · modifier les données |
| Pargny-lès-Reims                   | 51422      | CU Grand Reims   | 3,62             | 496 (2022)                        | 137                | modifier les données · modifier les données |
| Pévy                               | 51429      | CU Grand Reims   | 7,40             | 226 (2022)                        | 31                 | modifier les données · modifier les données |
| Prouilly                           | 51448      | CU Grand Reims   | 10,19            | 549 (2022)                        | 54                 | modifier les données · modifier les données |
| Romain                             | 51464      | CU Grand Reims   | 8,46             | 325 (2022)                        | 38                 | modifier les données · modifier les données |
| Rosnay                             | 51468      | CU Grand Reims   | 5,54             | 403 (2022)                        | 73                 | modifier les données · modifier les données |
| Sacy                               | 51471      | CU Grand Reims   | 5,56             | 370 (2022)                        | 67                 | modifier les données · modifier les données |
| Saint-Euphraise-et-Clairizet       | 51479      | CU Grand Reims   | 4,91             | 245 (2022)                        | 50                 | modifier les données · modifier les données |
| Saint-Gilles                       | 51484      | CU Grand Reims   | 6,37             | 274 (2022)                        | 43                 | modifier les données · modifier les données |
| Savigny-sur-Ardres                 | 51527      | CU Grand Reims   | 8,95             | 255 (2022)                        | 28                 | modifier les données · modifier les données |
| Sermiers                           | 51532      | CU Grand Reims   | 18,23            | 565 (2022)                        | 31                 | modifier les données · modifier les données |
| Serzy-et-Prin                      | 51534      | CU Grand Reims   | 7,36             | 212 (2022)                        | 29                 | modifier les données · modifier les données |
| Thillois                           | 51569      | CU Grand Reims   | 6,35             | 519 (2022)                        | 82                 | modifier les données · modifier les données |
| Treslon                            | 51581      | CU Grand Reims   | 3,97             | 262 (2022)                        | 66                 | modifier les données · modifier les données |
| Trigny                             | 51582      | CU Grand Reims   | 12,21            | 613 (2022)                        | 50                 | modifier les données · modifier les données |
| Unchair                            | 51586      | CU Grand Reims   | 3,73             | 188 (2022)                        | 50                 | modifier les données · modifier les données |
| Vandeuil                           | 51591      | CU Grand Reims   | 5,35             | 176 (2022)                        | 33                 | modifier les données · modifier les données |
| Ventelay                           | 51604      | CU Grand Reims   | 14,74            | 254 (2022)                        | 17                 | modifier les données · modifier les données |
| Ville-Dommange                     | 51622      | CU Grand Reims   | 3,40             | 405 (2022)                        | 119                | modifier les données · modifier les données |
| Vrigny                             | 51657      | CU Grand Reims   | 4,46             | 240 (2022)                        | 54                 | modifier les données · modifier les données |
| Canton de Fismes-Montagne de Reims | 5109       |                  | 345,91           | 27 467 (2022)                     | 79                 | modifier les données                        |

## Démographie
En 2022, le canton comptait 27 467 habitants, en évolution de +4,6 % par rapport à 2016 (Marne : −1,19 %, France hors Mayotte : +2,11 %).
| 2013   | 2018   | 2022   |
| ------ | ------ | ------ |
| 25 982 | 26 462 | 27 467 |